# Kanne (Einheit)
Die Kanne war ein Volumenmaß, hatte keine einheitliche Größe und wurde regional nicht nur in sehr unterschiedlich kleinere Einheiten unterteilt, sondern auch von sehr verschiedenen größeren Einheiten abgeleitet.
Die Kanne war für Flüssigkeiten wie Wein, Weinbrand, Öl und Bier, aber auch für Getreide geeignet. Schon für die verschiedenen Flüssigkeiten war sie sehr unterschiedlich. Je nach der Flüssigkeit wurde mit dem entsprechenden Präfix die Kanne benannt: Bierkanne, Ölkanne, Weizenkanne usw. Die Benennung mit dem Namen der Region oder Stadt, in der sie galt, erleichterte oft die Unterscheidung. Beispiel: Dresdner Kanne, Xantener Kanne usw. Die Kanne wurde regional durch den Begriff Maß mit verschiedenen Schreibweisen ersetzt: Mas, Maas, Masel, Maßl und ähnliche. Auch Quart Quartier oder Kanna, Kande im Skandinavischen stehen für den Begriff. Die durchschnittliche Größe lag etwa zwischen einem und zwei Litern.

## Aachen
- 1 Kanne = 113,32 Zentiliter (Bier)
- 1 Kanne = 107,1 Zentiliter (Branntwein)
- 1 Kanne = 106,6 Zentiliter (Wein)

## Dresden
- 1 Kanne = 2 Nösel
- 1 Dresdner Kanne = 0,93559 Liter

## Dänemark
- 1 Kande = 2 Potter = 8 Pegel = 1,932 Liter[1][2]

## Deutsches Reich
- 1 Kanne = 1 Liter[3][4]

## Emden
- 1 Kanne (Krug) = 16/45 Stübchen (Hannover)

## Gera
- 1 Eimer = 72 Kannen
- 1 Kanne = 0.92147 Liter

## Gotha
- 1 Ohme = 2 Eimer = 80 Kannen = 160 Maß = 320 Nösel
- 1 (gothaische) Kanne = 1,81925 Liter = 91,7125 Pariser Kubikzoll

## Hamburg
- ½ Stübchen = 1 Kanne = 2 Quartier = 4 Ösel
- 1 Kanne = 1,805 Liter

## Kleve
- 1 Weinkanne = 4 Pinten
- 1 Weinkanne = = 59,95 Pariser Kubikzoll = 1,1892 Liter

## Kopenhagen
- 1 Pott = 4 Pegel = 0,96529 Liter
- 1 Kanne = 2 Pott (Krug) = 1,93058 Liter

## Köln
- 1 Kanne = 1,3135 Liter

## Leipzig
- 1 Dresdner (für Leipzig) Kanne = 0,93393 Liter = 47,082 Pariser Kubikzoll
- 1 Leipziger Visierkanne = 1,4044 Liter = 70,8 Pariser Kubikzoll
- 1 Leipziger Schenkkanne = 1,204 Liter = 60,7 Pariser Kubikzoll

## Lippe-Detmold
- 1 Kanne = 4 Ort = 98 lippesche Kubikzoll = 1,3762 Liter

## Lübeck
- 1 Viertel = 2 Stübchen = 4 Kannen = 8 Quartier = 16 Plank = 32 Ort
- 1 Kanne = 1,8726 Liter

Bei Bier hat eine Kanne nur 1,2786 Liter.
Das Quartier oder die Bouteille oder die Kroß = 0,94096 Liter (im Kleinhandel).

## Batavia (Niederländisch-Indien)
- 1 Kan (Kanne) = 1,491 Liter (neue niederländische Kanne)

## Norwegen
- 1 Kande = 1,932 Liter[2]

## Oldenburg
- 1 Henkemann = 28 Kannen = 39,9 Liter[5]
- 1 Bierkanne = 1,425 Liter (auch für Getreide)
- 1 Weinkanne = 1,369 Liter

Verschiedene Kannen im Großherzogtum Oldenburg
- 1 Cloppenburger Kanne = 81,02 Pariser Kubikzoll = 1,6071 Liter
- 1 Dammer Kanne = 72,31 Pariser Kubikzoll = 1,4344 Liter
- 1 Delmenhorster Kanne = 72,82 Pariser Kubikzoll = 1,4413 Liter
- 1 Oldenburger Kanne = 71,84 Pariser Kubikzoll = 1,4250 Liter
- 1 Vechtaer Kanne = 75,08 Pariser Kubikzoll = 1,5036 Liter
- 1 Jeversche Kanne = 70,76 Pariser Kubikzoll = 1,4036 Liter
- 1 Löninger Kanne = 66,92 Pariser Kubikzoll = 1,3274 Liter

## Riga
- 1 Kanne = 2 Rigaer Stoof (neu) = 2,5504 Liter

## Schweden
- 1 Kanne (Kanna) = 2 Stop = 8 Quart (Ovarter) = 32 Jungfrauen (Jungfrur)[7]
- 1 Kanne = 2,618188 Liter = 1/10 Kubikfuß
- 1 Kanna = 2,617 Liter (bis 1883)[2]
- 60 Kannen = 157,0313 Liter
- 1 Oxhufoud = 90 Kannen = 235,584 Liter

## Warschau
- 1 Kanne (Konew) = 5 Garnitzen (Garcy)= 4 Liter

## Wien
- 1 Kanne (Maaß) = 2 Halbe = 4 Seidel = 1,415015 Liter

## Zeulenroda
- 1 Kanne = 40,78 Pariser Kubikzoll = 0,80892 Liter